# Життя в раю – нелегали по сусідству
«Життя в раю — нелегали по сусідству» (англ. Life in Paradise) — фільм відзнятий режисером Романом Вітал. Фільм — учасник міжнародного кінофестивалю Docudays UA.

### Сюжет
З того часу, як швейцарський уряд організував для біженців, яким відмовили в притулку, депортаційний центр в ідилічному гірському селищі Вальцейна, кожний четвертий, хто проживає там — нелегальний іммігрант. «Життя в раю» викриває систему швейцарської політики надання притулку біженцям і те, як привілейовані жителі Заходу поводять себе з сусідами-біженцями. Як це впливає на їхні життя і як воно — бути шукачами притулку в «раю»?